# دنيا بطمة
دنيا بطمة (23 أبريل 1991 -)، مغنية مغربية. سليلة عائلة بطمة الفنية المعروفة بالمغرب، فهي ابنة الفنان حميد باطمةأخ الراحل العربي باطما أحد مؤسسي الفرقة المغربية الأسطورية ناس الغيوان والراحل محمد بطمة أحد رموز المجموعة الغنائية الشهيرة المشاهب وابنة عم الفنانة خنساء بطمة والفنان طارق بطمة. لقبها السوبر ستار راغب علامة بأميرة أراب آيدول عند مشاركتها في النسخة العربية الأولى من برنامج المسابقات الغنائي العالمي «أراب آيدول»، حيث حصلت على المرتبة الثانية.

## بداياتها الفنية
شاركت في برنامج Studio 2M من أشهر البرامج لأكتشاف الأصوات في المغرب واحتلت مرتبة مشرفة. أنهت دراستها في مجال السياحة قبل مشاركتها في البرنامج الشهير عرب ايدول عام 2011. البرنامج الذي نافست من خلاله على اللقب لتحتل المرتبة الثانية، ورغم خسارتها أمام المتسابقة المصرية كارمن سليمان، فقد أبهرت العالم العربي بحنجرتها الذهبية ودقة أدائها لأغاني النجوم. كما أنها كانت خير سفير للفن المغربي بعد أن انتزعت إعجاب الجمهور العربي٬ ونالت تقدير أعضاء لجنة التحكيم التي ضمت كل من الفنان اللبناني راغب علامة والإماراتية أحلام والموزع الموسيقي المصري حسن الشافعي، كما أثارت إعجاب المتتبعين، منذ انطلاق المسابقة التي بثتها قناة إم بي سي.

## الحياة الشخصية
صيف 2013 تزوجت دنيا بطمة من مدير أعمالها محمد الترك، والد المغنية والمتسابقة في أرابز غوت تالنت حلا الترك.
وفي سنة 2017 رزقت دنيا باطمة وزوجها محمد ترك بابنة سميت بغزل.
عامَ 2019 واجهت دنيا بطمة وشقيقتها تهمة تتعلق بإدارتهما حسابا على إنستغرام يحمل اسم «حمزة مون بيبي»، يتخصص في نشر فضائح المشاهير لابتزازهم. وألقي القبض على المتهمتين في 20 ديسمبر 2019، حيث خضعتا للتحقيق مدةَ 16 ساعة، وأصدرت غرامة 50 ألف دولار أميركي لدنيا بطمة و30 ألف دولار أمريكي لشقيقتها، مع قرار سحب الجواز ومنع السفر. وتم إطلاق سراحهما مع استمرار التحقيقات، وانتهى التحقيق في 8 مايو 2020 بصدور حكم براءتهما لعدم كفاية الأدلة، ولكن وضعن تحت المتابعة بسبب وجود تهم أخرى لهما.
في 20 يوليو 2020 أدانت المحكمة الابتدائية بمراكش، دنيا بطمة بثمانية أشهر سجنا نافذا. وأدانت شقيقتها ابتسام بطمة، بسنة سجنا نافذا. وأصدر القضاء حكماً بالسجن 18 شهراً بحق مصممة الأزياء عائشة عياش، و10 أشهر لصوفيا شاكري، إثر تورطهما في الحساب. وفي 31 يناير 2024 تم تنفيذ الحكم على دنيا بطمة بعد رفع العقوبة لسنة وأودعت السجن في قضية حساب "حمزة مون بيبي".

## أعمالها

### أغانيها
- 2022 : « مارياج » (لهجة مغربية).
- 2021 : « أنا عندي استعداد » (لهجة مغربية).
- 2021 : « حب المصالح » (لهجة خليجية).
- 2021 : « الحنانة » (لهجة مغربية).
- 2020 : « الجمال السعودي » (لهجة خليجية).
- 2020 : « كشكول شعبي » (لهجة مغربية).
- 2019 : « ندمانة » (لهجة مغربية).
- 2019 : « الزمن بيدور » (لهجة مصرية).
- 2018 : « بشارة خير » (لهجة مغربية).
- 2018 : « علمتني » (لغة عربية فصحى).
- 2017 : « ناوين نية » (لهجة خليجية).
- 2017 : « ارقص » (لهجة خليجية).
- 2016 : « غيورة » (لهجة خليجية).
- 2016 : « حب صيني » (لهجة خليجية).
- 2015 : « مغرب مغربنا » (لهجة مغربية).
- 2015 : « مزيان واعر » (لهجة مغربية).
- 2015 : « آه يا قمر » (لهجة خليجية) مع حلا الترك. كلمات: محمد الترك.
- 2014 : « هني هني » (لهجة خليجية). كلمات: عبد السلام بن سوار، ألحان: فايز السعيد.
- 2013 : « عظمة على عظمة » (لهجة مصرية). مع يوسف عرفات وكارمن سليمان.
- 2013 : « ولا فخبارو » (لهجة مغربية).
- 2013 : « مانت رايق » (لهجة خليجية).
- 2013 : « بدري » (لهجة خليجية). كلمات: عبد الله بوراس. ألحان: ناصر الصالح.
- 2012 : « عايش غريب » (لهجة خليجية).
- 2012 : « سلام » (لهجة خليجية). كلمات: سعود بن عبد الله. ألحان: ناصر الصالح.
- 2012 : « خلوني » (لهجة خليجية).
- 2012 : « اليوم أبيك » (لهجة خليجية). كلمات: تركي المشيقح. ألحان: عصام كمال.
- 2011 : « علاش تغيب » (لهجة مغربية).

### المسلسلات التي غنت مقدمتها
- 2012: غنت شارة المسلسل الكويتي خوات دنيا (لهجة خليجية).
- 2011: غنت شارة المسلسل المغربي صالون شهرزاد (لهجة مغربية).
- 2018: غنت شارة المسلسل المغربي أوشن.

### أغانيها ببرنامجعرب ايدول
- تصفيات الدار البيضاء: «لا تفكر» (للمغنية ذكرى).
- تصفيات بيروت: «حب إيه» (للمغنية أم كلثوم - 1960).
- تصفيات أفضل عشر مشتركات: «مقادير» (للمغني طلال مداح - التسعينيات).
- الأسبوع 1 : «يوم ليك ويوم عليك» (للمغنية ذكرى - 2003).
- الأسبوع 2 : «ودارت الأيام» (للمغنية أم كلثوم - 1970).
- الأسبوع 3 : «أنا لاشحذ حبك» (للمغنية نجوى كرم).
- الأسبوع 4 : «حبينا» (للمغنية ميادة الحناوي).
- الأسبوع 5 : «أكثر من أول أحبك» (للمغنية أحلام).
- الأسبوع 5 : «خاينة» (أسماء المنور وراشد الماجد غنتها ثنائيا مع المشترك محمد طاهر).
- الأسبوع 6 : «قول لي عمل لك إيه قلبي» (للمغني محمد عبد الوهاب).
- الأسبوع 6 : «ع البال» (للمغنية سميرة سعيد - 1998).
- الأسبوع 7 : «ما عاد بدري» (للمغني محمد عبده).
- الأسبوع 7 : «أكثر» (للمغنية أصالة نصري - 2006).
- الأسبوع 8 : «طب مالي وأنا مالي» (للمغنية وردة الجزائرية).
- الأسبوع 8 : «واقف على بابكم» (للمغنية نعيمة سميح).
- الأسبوع 8 : «تشكرات» (للمغنية فلة).
- النهاية: «الله يا مولانا» (أغنية ناس الغيوان).
- النهاية: «ابتعد عني» (للمغني طلال مداح).
- النهاية: «مرسول الحب» (للمغني عبد الوهاب الدكالي).
- النهاية: «حب إيه» (للمغنية أم كلثوم - 1960).

أسابيع نتائج أيام السبت
- أسبوع النتائج الأول: «يلي بجمالك» (للمغني صابر الرباعي).
- أسبوع النتائج الثاني: «بطمنك» (للمغنية شيرين).
- أسبوع النتائج الثالث: «باب عم يبكي» (للمغني عاصي الحلاني - 2006).
- أسبوع النتائج الرابع: «بين إيديا» (للمغني ماجد المهندس).
- أسبوع النتائج الخامس: «بيلبقلك» (للمغنية نوال الزغبي - 2003).
- أسبوع النتائج السادس: «لو تعرفو» (للمغنية إليسا - 2007).
- أسبوع النتائج السابع: «زيديني عشقا» (للمغني كاظم الساهر - 1997).
- أسبوع النتائج الثامن: «أخاصمك آه» و «الدنيا حلوة» (للمغنية نانسي عجرم).
- أسبوع النتائج الثامن: «ست الحبايب» (للمغنية فايزة أحمد - 1958).

## وصلات خارجية
- دنيا بطمة على موقع قاعدة بيانات الأفلام العربية